# IFK Täby
IFK Täby är en idrottsklubb som har sin hemplats i Täby kommun. Klubbens fullständiga namn är Idrottsföreningen kamraterna Täby. IFK Täby har varit verksamma i sex olika idrotter; bordtennis, casting, fotboll, ishockey, landhockey och konståkning.

## Sektioner
- Bordtennis, IFK Täby BTK[1]
- Konståkning, IFK Täby KK[2]

### Tidigare
- Casting
- Fotboll, se Täby FK (slogs hösten 2012 ihop med Täby IS)[3]
- IFK Täby HC, blev egen förening 2008.[4]
- Landhockey, se IFK Täby Landhockey